# Eriphia gonagra
Eriphia gonagra is een krabbensoort uit de familie van de Eriphiidae. De wetenschappelijke naam van de soort is voor het eerst geldig gepubliceerd in 1781 door Fabricius.